# Stazione di Lascari-Gratteri
La stazione di Lascari-Gratteri è stata una stazione ferroviaria della città metropolitana di Palermo, posta sulla linea Palermo-Messina, a servizio di Lascari nel quale comune insisteva e del circondario delle Madonie, di cui Gratteri, oltre Lascari, era il comune più vicino.

## Storia
La stazione, in origine denominata semplicemente "Lascari" venne attivata il 20 aprile 1887 come parte della tratta da Cerda a Cefalù della ferrovia Messina-Palermo.
Fino al giorno della sua dismissione (18 dicembre 2016), è stata una delle poche stazioni presenziate della linea Palermo-Messina che ha resistito alla soppressione della figura del capostazione. Fermavano tutti i treni regionali di Trenitalia.
Nel 2003 venne disabilitata e presenziata per circa un mese dall'agente di guardia con funzione di guardia blocco. L'intento era di trasformarla in un posto di blocco intermedio come fatto già con la stazione di Buonfornello nel 2002. Fallito questo tentativo nel 2006 si tentò di gestirla in radiocomando dal Dirigente Centrale Operativo dell'impianto di Palermo Centrale con il nuovo sistema SCC, che in quel periodo si diffuse rapidamente sopprimendo tutte le "dirigenze movimento" delle stazioni. In seguito ai lavori per il raddoppio ferroviario della tratta Fiumetorto - Cefalù rimase comunque abilitata e divenne stazione porta permanente. Con la sospensione dei lavori proprio in quel periodo e la successiva ripresa nel settembre 2013, si temeva che la stazione potesse cessare definitivamente il suo servizio a dicembre 2015, ma ha mantenuto il regolare servizio per tutto il 2016.
Il 20 aprile 2016 viene demolito il fabbricato dello scalo merci della stazione. Il 18 luglio successivo alle ore 12:00, con la soppressione del secondo binario, utile per incroci e precedenze, venne trasformata in posto di blocco intermedio, presenziata sempre dal dirigente movimento, in attesa della dismissione e dell'attivazione della nuova fermata di Lascari ubicata a trecento metri.
La stazione di Lascari-Gratteri venne dismessa il 18 dicembre 2016 con conseguente attivazione della nuova stazione di Lascari.
Nella notte tra il 21 e il 22 febbraio 2017 venne demolito anche il fabbricato viaggiatori per fare spazio al nuovo doppio binario.

## Servizi
A fini commerciali la stazione di Lascari-Gratteri era classificata bronze da RFI.

## La stazione nella cultura di massa
La stazione di Lascari-Gratteri appare nel famoso film Nuovo Cinema Paradiso del regista Giuseppe Tornatore, in cui è stata utilizzata come location per la stazione dell'immaginario paese siciliano di Giancaldo, nella scena in cui il protagonista Salvatore saluta l'amico Alfredo e la propria famiglia prima di salire sul treno che lo porterà lontano dalla sua Sicilia, dove tornerà solo dopo trent'anni a seguito della scomparsa di Alfredo.